# Bring on the Night (The Corrs)
Bring on the Night è un brano musicale del gruppo irlandese The Corrs, pubblicato nel 2015 come singolo d'apertura dell'album White Light. Si tratta del primo singolo della band irlandese dal 2007.